# Serranus atricauda

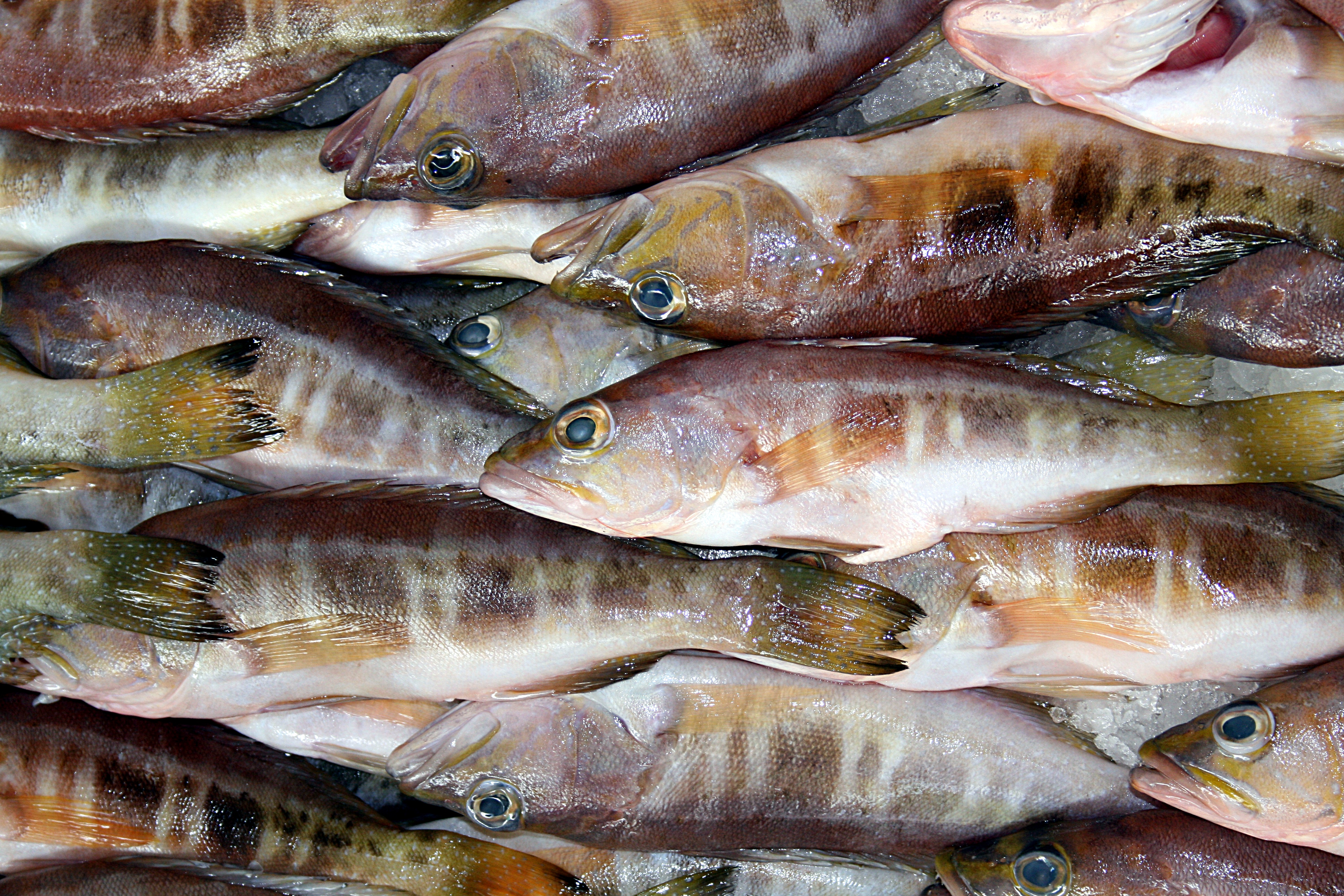
Pesca de serrano imperial.

El serrano imperial (Serranus atricauda) es una especie de peces de la familia Serranidae en el orden Perciformes.
Los machos pueden llegar alcanzar los 43,2 cm de longitud total.
Se encuentra en el océano Atlántico, desde el mar Cantábrico y Azores hasta las Islas Canarias, Argelia y  Marruecos.